# Laurence Grafftey-Smith
Sir Laurence Barton Grafftey-Smith KCMG, KBE (* 16. April 1892; † 3. Januar 1989) war ein britischer Diplomat.

## Leben
Laurence Barton Grafftey-Smith trat am 14. November 1914 in den auswärtigen Dienst und wurde Student Interpreter (Dolmetscher) in der Levante. Am 7. August 1916 wurde er zum Hilfsarbeiter befördert.
Von 11. Dezember 1916 bis 14. März 1918 war er Vize-Konsul in Alexandria.
Am 16. Oktober 1919 wurde er in Kairo Gesandtschaftssekretär dritter Klasse.
Am 21. Dezember 1920 wurde er zum Vize-Konsul in Dschidda ernannt.
von 26. Dezember 1921 bis 8. April 1922 war er geschäftsführender Konsul in Dschidda.
Von 16. Februar bis 13. Juni 1923 war er Vize-Konsul in Konstantinopel.
Am 2. Dezember 1924 wurde er zum Vize-Konsul in Konstantinopel ernannt.
Von 1916 bis 1947 Laurence Barton Grafftey-Smith war Mitglied des Konsularischen Dienstes in der Levante.
Von 1939 bis 1940 war er Generalkonsul in Tirana, Albanien.
Von 1947 bis 1949 war er Hochkommissar (Commonwealth) im neu entstandenen Pakistan.